# Schweizerische Diabetes-Gesellschaft
diabetesschweiz (diabètesuisse, diabetesvizzera), vormals: Schweizerische Diabetes-Gesellschaft (SDG) (Association Suisse du Diabète (ASD) / Associazione Svizzera per il Diabete (ASD)) vertritt als Dachverband gemeinsam mit den regionalen und kantonalen Diabetes-Gesellschaften die Interessen der Diabetesbetroffenen in der Schweiz und setzt sich für die Diabetes-Prävention sowie die Sensibilisierung der Öffentlichkeit in Bezug auf die Verbeugung, Behandlung und das Leben mit Diabetes ein. Diabetesschweiz ist mit Fachpersonen aus Behandlung, Beratung und Forschung, aber auch mit anderen Gesundheitsligen in der Schweiz vernetzt, um den Diabetesbetroffenen als chronisch kranken Menschen in der Schweiz auf gesellschaftlicher und politischer Ebene eine Stimme zu geben.

## Organisation
Die Gesellschaft wurde 1957 gegründet. Der Verein bezweckt die Verbesserung der Lage der Diabetiker in der Schweiz im Sinne der Internationalen Diabetes-Föderation, insbesondere die geeignete Instruktion, die Förderung der Hilfe zur Selbsthilfe und die psychosoziale Begleitung der Betroffenen und ihrer Angehörigen, die Aufklärung der Öffentlichkeit, wie auch die Früherfassung des Diabetes und die Unterstützung der Erforschung wissenschaftlicher und sozialer Probleme der Krankheit. Der Verein vertritt als Patientenorganisation die Anliegen der Diabetikerinnen und Diabetiker aus einer interdisziplinären Optik gegenüber den Anspruchsgruppen, insbesondere aus Politik, Industrie und Wissenschaft.
Die Gesellschaft engagiert sich bei folgenden Aufgaben:
- Öffentlichkeitsarbeiten
- Wahrnehmung der Interessen der Diabetes-Betroffenen
- Politische Interessenvertretung beim Bund und im (vor-)parlamentarischen Prozess
- Vereinbarungen mit Behörden und Leistungsträgern
- Koordination der kantonalen und der regionalen Diabetes-Gesellschaften
- Fortbildung für Fachkräfte im Diabetes- und Ernährungsbereich
- Bereitstellen von Informationsbroschüren und -unterlagen

## Regionale Diabetes-Gesellschaften
Die 20 regionalen Diabetes-Gesellschaften sind eine Anlaufstelle für Diabetes-Betroffene und ihre Angehörigen. Sie werden betreut von diplomierten Diabetes- und Ernährungsberatern.